# Ligusticum huteri
El túrbit del Puig Major o Ligusticum huteri és un endemisme del Puig Major, a la Serra de Tramuntana de Mallorca de la família Apiaceae.
És una planta perenne, amb rizoma d'on surten les tiges amb fulles molt dividides, que poden superar els 50 cm de longitud. La floració i la fructificació s'estenen des del juny fins al setembre. Les noves plantes necessiten uns anys per a florir, i després de fer-ho moren. Es troba en perill crític d'extinció degut a la pressió d'herviboria de les cabres salvatges, la població de les quals s'ha incrementat notablement en les darreres dècades. D'altres amenacen han estat la recol·lecció per part de botànics, ara controlada; l'herviboria per part d'invertebrats que comprometen el 60% de la floració; i la possibilitat de completar la fructificació per condicions ambientals desfavorables.